# Témirtaou
Temirtaou (en kazakh : Теміртау, « montagne de fer », transcrit aussi en Temirtaw) est une ville industrielle de l'oblys de Karaganda, au Kazakhstan. Elle est située sur la rivière Noura, à 26 km au nord-ouest de Karaganda. Sa population s'élève à 175 632 habitants en 2014

## Histoire
En 1905, un groupe de colons, une quarantaine de familles, venant de la région de Samara, en Russie, s'établit sur la rive gauche de la rivière Noura, dans le cadre des réformes de Stolypine, et fondent un village auquel ils donnent le nom d'une colline qui se trouve de l'autre côté de la rivière : Jaour (Жаур). Le village est rebaptisé Samarkandski (Самаркандский), ou Samarkand, en 1909. Un barrage est construit en 1939 sur la rivière Noura, formant le réservoir de Samarkand, et en 1942 la première turbine de la centrale électrique est mise en service. En 1944, les fours Siemens-Martin de l'usine métallurgique du Kazakhstan (en russe : Казахский металлургический завод), construite à Temirtaou, commencent à livrer de l'acier. L'année suivante, Samarkandski est rebaptisé Temirtaou (« montagne de fer » en kazakh) et reçoit le statut de ville. Après la Seconde Guerre mondiale, un camp de prisonniers de guerre japonais est ouvert près de la ville. Le Combinat métallurgique de Karaganda (Карагандинский металлургический комбинат) est fondé en 1950 à Temirtaou. C'est un projet prioritaire pour lequel sont mobilisées des brigades de choc de jeunes venus de toutes les régions d'Union soviétique et même de l'étranger, notamment de Bulgarie. Mais en 1959, éclatent des émeutes en raison des mauvaises conditions de vie et des interruptions dans l'approvisionnement en eau, nourriture, marchandises, etc., qui font 16 morts et 27 blessés ; 70 personnes sont arrêtées et condamnées.
La première coulée de fonte du haut fourneau du Combinat a lieu en 1960. En février 1962 les jeunes de l’usine élisent Noursoultan Nazarbaïev comme délégué au Xe congrès du Komsomol du Kazakhstan. Au cours du congrès, il s’exprime sur les problèmes actuels de Temirtaw:

« Le Combinat de Temirtaw a des problèmes, dont certains sont résolus par nos propres efforts, mais d’autres ne peuvent être résolus par nous-mêmes. Il s’agit de l’absence d’un Palais de la culture (pour une bonne récréation de la jeunesse, pour l’organisation de l’art amateur). Il y a beaucoup de talents. Il y a des maîtres, des athlètes, mais il n’y a pas de stade. Au nom des membres du Komsomol de notre ville, je vous demande de nous aider à résoudre cette question difficile. Beaucoup de gens veulent en savoir plus, mais dans notre ville, il y a peu d’opportunités pour cela. Le Gouvernement a décrété la construction d’un établissement d’enseignement technique supérieur dans notre ville, mais depuis deux ans, nous ne voyons qu’une pile de papiers, et cette question n’a pas encore été résolue. De nombreuses grandes usines ont créé de pareilles universités. Ni le Ministère de l’Enseignement supérieur, ni le Comité d’État pour la planification, ni le Comité central du Komsomol de la République ne prennent encore les mesures nécessaires pour accélérer cette construction. Nous avons besoin de cette institution éducative. Les membres des Jeunesses Communistes et la jeunesse de Temirtaou souhaitent depuis longtemps avoir une usine-établissement d’enseignement technique supérieur dans leur ville et attendent avec beaucoup d’espoir la réaction des organisations dont dépend la solution de cette question. »

Un Institut polytechnique (aujourd'hui Institut métallurgique de Karaganda) est ouvert en liaison avec le complexe sidérurgique (1963). Dans les années 1970, diverses institutions culturelles et des équipements sportifs sont ouverts à Temirtaou : piscine, stade, patinoire, palais de la culture parc de loisirs. En 1984, un nouveau quartier résidentiel est bâti et nommé Zenica en l'honneur de la ville de Zenica, alors en Yougoslavie et qui était également un grand centre sidérurgique.

## Population
Recensement (*) ou estimation de la population :
| 1939* | 1959*  | 1970*   | 1979*   | 1989*   | 1999*   | 2009*   |
| ----- | ------ | ------- | ------- | ------- | ------- | ------- |
| 5 100 | 76 400 | 166 000 | 213 026 | 213 551 | 181 800 | 179 035 |

## Économie
À la veille de la dislocation de l'URSS, le Combinat métallurgique de Karaganda est la plus importante « entreprise » du Kazakhstan. Les ventes, presque exclusivement à d'autres républiques soviétiques, représentent 10 % du produit intérieur brut du Kazakhstan et 5 % de l'acier soviétique. L'usine seule emploie alors 41 000 personnes, dont 6 héros du travail socialiste. Le président du Kazakhstan depuis 1990, Noursoultan Nazarbaïev, y a fait toute sa carrière, en commençant à travailler comme ouvrier sur le chantier de l'usine.
En 1995, au bord de la faillite, le complexe industriel est racheté par Ispat International, propriété de Lakshmi Mittal. Celui-ci redresse la situation et en fait une entreprise particulièrement profitable. Mais les problèmes de pollution persistent, tandis que de catastrophiques accidents dans les mines de charbons tuent des dizaines de mineurs. Finalement, excédé par la situation, l'État kazakhe chasse ArcelorMittal du pays quelques semaines après la Catastrophe de la mine de Kostenko.
Depuis le 8 décembre 2023, l'usine appartient à un fonds d'investissement contrôlé par l'État et fondé pour l'occasion, le Qazaqstan Steel Group (QSG), mené par son fondateur Andriy Lavrentiev (ru). L'entreprise prend le nom de Qarmet. En 2024, elle emploie 34 000 personnes et a produit 3,5 Mt d'acier.

## Galerie

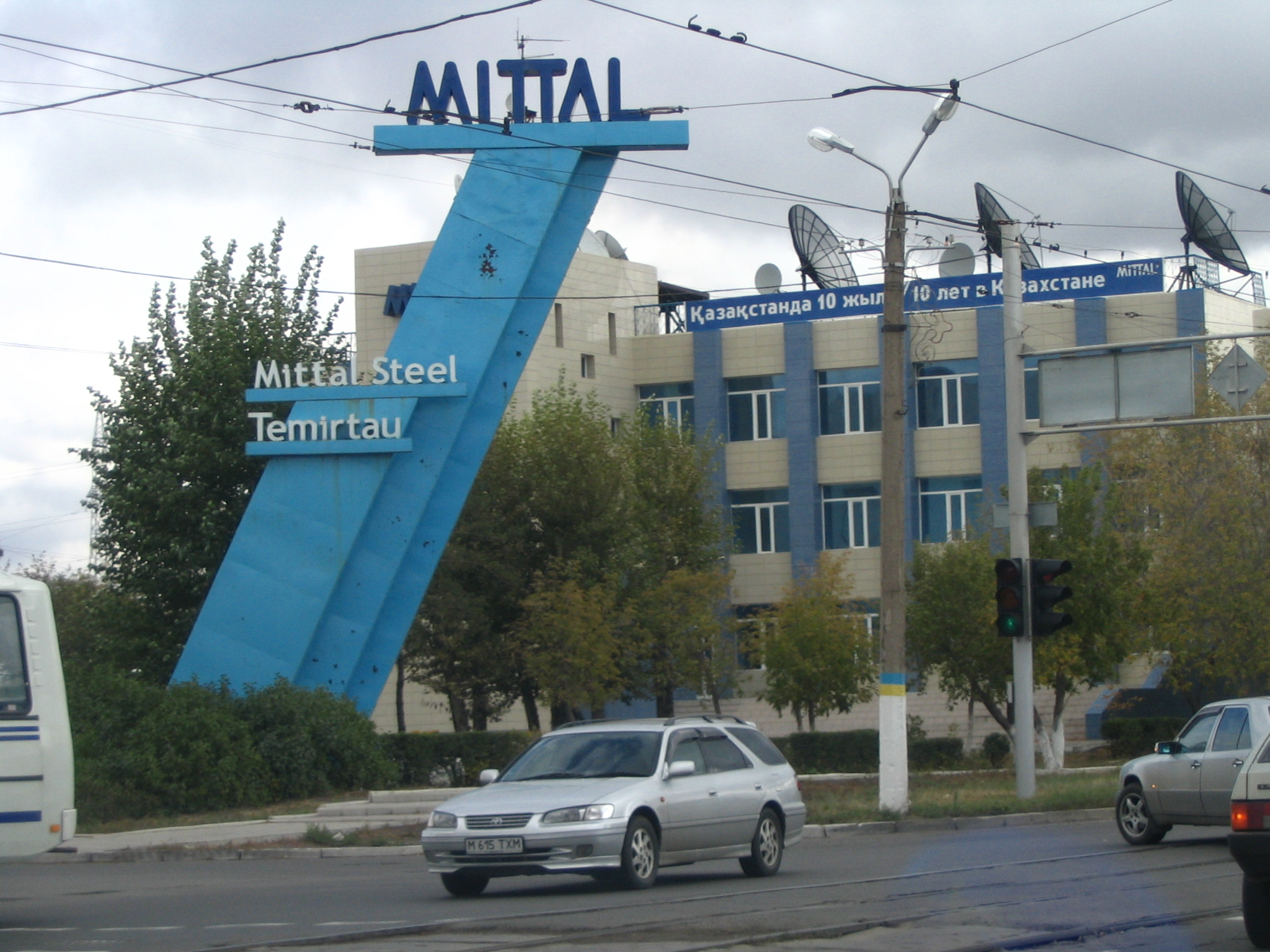
Usine Mittal Steel à Temirtaou.
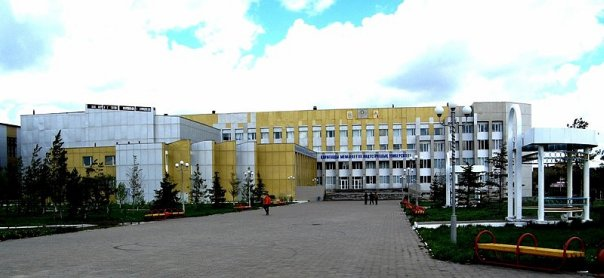
Campus de l'université Industrielle.
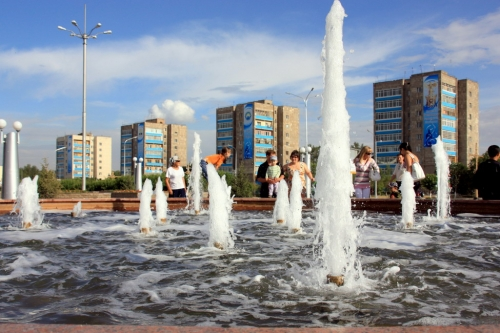
Fontaines.
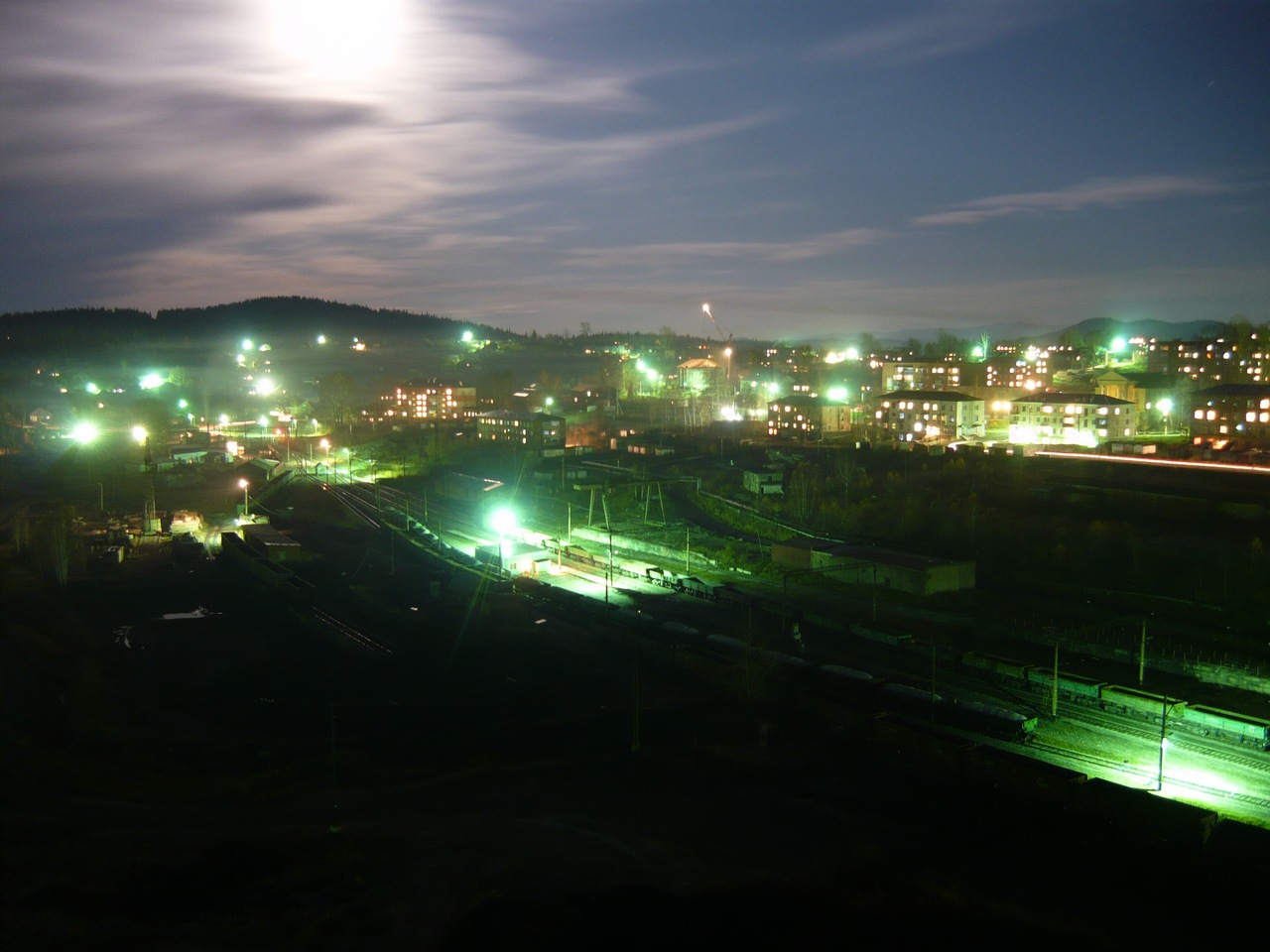
Temirtaou la nuit.
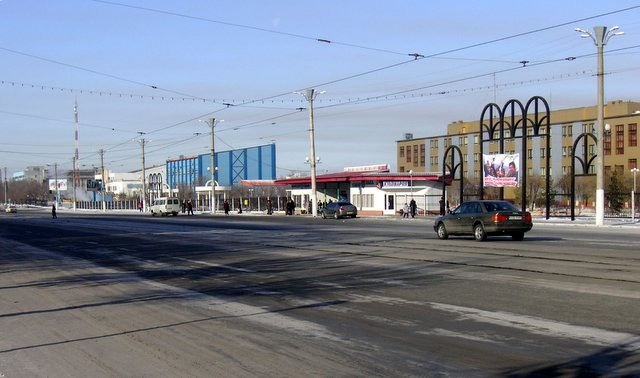